# Mexikos Grand Prix 1986
Mexikos Grand Prix 1986 var det femtonde av 16 lopp ingående i formel 1-VM 1986. Detta var det första F1-loppet i Mexiko sedan säsongen 1970.

## Resultat
1. Gerhard Berger, Benetton-BMW, 9 poäng
2. Alain Prost, McLaren-TAG, 6
3. Ayrton Senna, Lotus-Renault, 4
4. Nelson Piquet, Williams-Honda, 3
5. Nigel Mansell, Williams-Honda, 2
6. Philippe Alliot, Ligier-Renault, 1
7. Thierry Boutsen, Arrows-BMW
8. Andrea de Cesaris, Minardi-Motori Moderni
9. Christian Danner, Arrows-BMW
10. Jonathan Palmer, Zakspeed (varv 65, bränslebrist)
11. Martin Brundle, Tyrrell-Renault
12. Stefan "Lill-Lövis" Johansson, Ferrari (64, turbo)
13. Riccardo Patrese, Brabham-BMW (64, snurrade av)
14. Alessandro Nannini, Minardi-Motori Moderni
15. René Arnoux, Ligier-Renault (63, motor)
16. Allen Berg, Osella-Alfa Romeo

### Förare som bröt loppet
- Johnny Dumfries, Lotus-Renault (varv 53, elsystem)
- Derek Warwick, Brabham-BMW (37, motor)
- Alan Jones, Team Haas (Lola-Ford) (35, däck)
- Keke Rosberg, McLaren-TAG (32, punktering)
- Michele Alboreto, Ferrari (10, turbo)
- Piercarlo Ghinzani, Osella-Alfa Romeo (8, turbo)
- Philippe Streiff, Tyrrell-Renault (8, turbo)
- Teo Fabi, Benetton-BMW (4, motor)
- Patrick Tambay, Team Haas (Lola-Ford) (0, olycka)
- Huub Rothengatter, Zakspeed (0, olycka)